# 报告代码

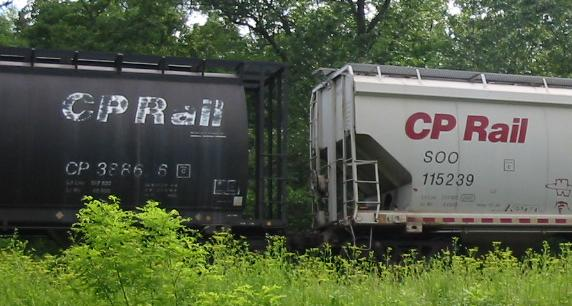
两辆加拿大太平洋铁路有盖漏斗车车上的报告标记；左侧车厢标记为加拿大太平洋铁路（CP）388686，右侧车厢标记为苏线铁路（SOO）115239

在北美铁路运输系统中，报告代码（英語：reporting mark）是一种用于识别铁路车辆所有者或承租人的编码体系。类似于民用航空业的IATA代码，这些代码帮助铁路公司、客户和相关方面追踪车辆去向及其货运情况。报告代码通常由两到四个字母组成，并与一组一至六位数字一起标注在铁路车辆上，以确保每一节车厢或机车都能被唯一识别。
北美铁路的报告代码由美国铁路协会（AAR）负责分配，并受到美国地面交通委员会、加拿大交通部以及墨西哥基础设施、通信和运输部的监管。美国铁路协会旗下子公司Railinc负责管理北美铁路行业的所有正在被使用的报告代码。根据现行规定，报告代码的首字母必须与铁路公司名称的首字母匹配。此外，由于报告代码也兼作标准承运人字母代码（Standard Carrier Alpha Code），其分配不能与其他非铁路承运人的代码相冲突。
自铁路于19世纪在北美洲问世以来，已有超过13,000个报告代码和铁路公司缩写。当一家铁路公司被另一家公司收购时，前者的报告代码通常会被新公司继承，即使报告代码来自早已停业的前身铁路公司，这些代码往往会被接管它们的公司继续使用。例如，联合太平洋铁路（UP）在1995年收购芝加哥和西北铁路（CNW）后，联合太平洋铁路继续使用芝加哥和西北铁路的报告代码，而不是立即重新涂装所有收购的设备。这种情况导致了一些“遗产”代码的存在，有时甚至长期停用的代码会被重新启用。联合太平洋铁路后来在新制造的盖顶漏斗车、敞车和五斗式煤炭漏斗车上重新使用CMO代码。该代码最初属于芝加哥、圣保罗、明尼阿波利斯和奥马哈铁路，而它又是芝加哥和西北铁路的前身，而芝加哥和西北铁路又被联合太平洋铁路收购。这种做法使一些已“消失”的铁路代码得以延续，令到历史上的铁路公司标识继续出现在现代铁路设备上。类似的情况还有，联合铁路（Conrail）于1999年被拆分为CSX运输和诺福克南方铁路时，已停用多时的的宾夕法尼亚铁路（PRR）和纽约中央铁路（NYC）代码被暂时重新启用，以区分哪些车辆归属CSX（标记NYC）和哪些归属诺福克南方铁路（标记PRR）。即使到了今天，一些货车仍然保留着当年临时使用的NYC代码。
报告代码的字母组合不仅代表铁路公司或设备的所有者，还可以通过后缀字母反映车辆的类别或用途。例如：以“X”结尾的代码表示该车辆的所有者不是营运铁路的公司，而是私营公司或个人。例如，TTX公司的原始代码为TTX，它拥有铁路平车但不直接参与铁路营运。同样，加利福尼亚州资助的加州美铁使用CDTX作为其报告代码，因为这些列车的产权由加利福尼亚州运输部（Caltrans）拥有，而美铁只是被委托的营运方。以“Z”结尾的代码适用于驮背运输（Trailer-on-flatcar，TOFC）服务的拖挂车所有者。以“U”结尾的代码被分配给标准化集装箱的所有者，并由国家公路货运交通协会管理，这些代码并且兼容国际标准化组织ISO 6346规定的集装箱识别系统。此外，在墨西哥，非公共铁路的铁路货车所有者在1990年之前通常会被分配以“XX”结尾的代码，这可能表明这些车辆的技术特征和法规要求与美国不同，从而限制了它们的互通能力。例如，美国较早要求铁路货车采用滚动轴承取代滑动轴承，自1991年1月1日起，禁止运载危险品的滑动轴承货车参与联运及交接；自1994年1月1日起，禁止所有其他装有滑动轴承的非危险品运载车辆参与联运及交接。这种情况下，墨西哥部分车辆的报告代码可能长达五个字母，这在AAR体系中并不常见。